# Zé Vítor (calciatore 2001)
José Vítor Lima Cardoso (Goiana, 9 febbraio 2001) è un calciatore brasiliano, difensore del Nacional.

## Carriera
Zé Vítor è cresciuto nel settore giovanile dell'América-MG dove ha debuttato l'11 luglio 2021 nell'incontro di Série A perso 1-0 contro l'Atlético Mineiro. Nel 2022 è passato al Bahia dove ha però disputato un solo incontro di Coppa del Brasile, prima di passare alla Tombense nel 2023.
Il 4 luglio 2024 ha firmato con i portoghesi del Nacional.

## Statistiche

### Presenze e reti nei club
Statistiche aggiornate al 30 agosto 2024.’’
| Stagione        | Squadra         | Campionato      | Campionato | Campionato | Coppe nazionali | Coppe nazionali | Coppe nazionali | Coppe continentali | Coppe continentali | Coppe continentali | Altre coppe | Altre coppe | Altre coppe | Totale | Totale |
| Stagione        | Squadra         | Comp            | Pres       | Reti       | Comp            | Pres            | Reti            | Comp               | Pres               | Reti               | Comp        | Pres        | Reti        | Pres   | Reti   |
| --------------- | --------------- | --------------- | ---------- | ---------- | --------------- | --------------- | --------------- | ------------------ | ------------------ | ------------------ | ----------- | ----------- | ----------- | ------ | ------ |
| 2021            | América-MG      | M1/MG+A         | 0+3        | 0          | CB              | 0               | 0               |                    | -                  | -                  |             | -           | -           | 3      | 0      |
| 2022            | América-MG      | M1/MG           | 3          | 0          | CB              | 0               | 0               |                    | -                  | -                  |             | -           | -           | 3      | 0      |
| 2022            | Bahia           | B               | 0          | 0          | CB              | 1               | 0               |                    | -                  | -                  |             | -           | -           | 1      | 0      |
| 2023            | Tombense        | M1/MG+B         | 4+13       | 0+2        | CB              | 3               | 0               |                    | -                  | -                  |             | -           | -           | 20     | 2      |
| 2024            | Tombense        | M1/MG           | 8          | 2          | CB              | 0               | 0               |                    | -                  | -                  |             | -           | -           | 8      | 2      |
| 2024-2025       | Nacional        | PL              | 4          | 0          | CP+CdL          | 0               | 0               |                    | -                  | -                  |             | -           | -           | 4      | 0      |
| Totale carriera | Totale carriera | Totale carriera | 35         | 4          |                 | 4               | 0               |                    | -                  | -                  |             | -           | -           | 39     | 4      |

## Palmarès

### Club

#### Competizioni statali
- Troféu Inconfidência: 1

Tombense: 2023